# Franz Moritz Bachmann
Franz Moritz Bachmann, auch Franz Mauritius Bachmann (* 28. April 1748 in Heiligenstadt; † 8. Dezember 1809 in Aschaffenburg) war ein deutscher Jurist und Rektor der alten Universität Erfurt.

## Leben
Zur Herkunft von Franz Moritz Bachmann liegen keine Hinweise vor.
Er erhielt seine schulische Ausbildung durch Unterricht im Jesuitenkolleg (heute Johann-Georg-Lingemann-Gymnasium) in Heiligenstadt und immatrikulierte sich an der Universität Mainz zu einem Studium der Rechtswissenschaften.
Nach Beendigung des Studiums war er mehrere Jahre als Repetitor der Philosophie und der Rechte in Mainz tätig, bevor er 1773 Lehrer für die schönen Wissenschaften in Heiligenstadt wurde.
Von 1774 bis 1775 war er Privatdozent an der Universität Mainz und 1776 wurde er Oberlandesgerichtsassessor im Eichsfeld.
Seit 1779 war er Professor für deutsches Staats- und Kirchenrechts an der Universität Erfurt (siehe Universitas Studii Erfordiensis) mit dem Charakter Regierungsrat und wurde 1785 zum Wirklichen Regierungsrat ernannt; nach eigenen Angaben war er vor der preußischen Inbesitznahme im Jahr 1802 (siehe Geschichte der Stadt Erfurt) fünfundzwanzig Jahre lang katholischer Beisitzer und Mitarbeiter in der Juristenfakultät, fünfzehn Jahre Konsulent, dreizehn Jahre Mitglied der Erfurter Schulkommission und sieben Jahre Zensor aller in Erfurt gedruckten Schriften sowie von 1800 bis 1803 Rektor der Universität Erfurt.
Er verfasste von 1786 bis 1792 zahlreiche juristische Abhandlungen in lateinischer Sprache.
Mit Ordre vom 1. Juli 1803 wurde er zum Kriegs- und Domänenrat sowie zum Kammerjustitiar in der neu eingerichteten Kriegs- und Domänenkammer Heiligenstadt ernannt.
Am 31. Juli 1805 bat er um seinen Abschied, der von Minister Ferdinand von Angern unterstützt wurde, sodass er am 21. September 1805 seinen Abschied und eine Pension erhielt; er behielt den Charakter Kriegs- und Domänenrat. Sein Nachfolger als Kammerjustitiar wurde der Stadtdirektor Carl Jacob Wilhelm Dittmar (1777–1850).
1807 wurde er vom Fürstprimas Karl Theodor von Dalberg nach Aschaffenburg berufen, um an der Karls-Universität Aschaffenburg über den Code civil Vorlesungen zu halten.

## Schriften (Auswahl)
- Diss. inaugur. sistens positiones juris. Erfurt, 1780.
- Program de forma Imperii Rom. Germanici. Erfurt, 1786.
- Program de vero et genuino superioritatis territoria lis conceptu ex jure publico germanico. Erfurt, 1786.
- Program de judice causarum matrimonialium, præ sertim incidentium. Erfurt, 1787.
- Program de judice causarum fiscalium. Erfurt, 1788.
- Program Continens nonnulla de regula æqualitatis ex S. 1. Art. 5. Instr. P. O. Erfurt, 1792.
- Program de jure imperantis circa revocationem pri vilegiorum ob salutem publicam. Erfurt, 1792.
- Facultatis Iuridicae Decanus Franciscus Mauritius Bachmann, JCtus Eminentissimi Ac Celsissimi Principis Electoris Moguntini Consiliarius Regiminis Actualis, Praedictae Facultatis Adsessor, Et Iuris Publici Professor Publ. Ordin. Solemnia Inauguralia Nobilissimorum Et Clarissimorum DD. Candidatorum In Fine Huius Programmatis Nominatorum Die XIX. Sept. MDCCLXXXXII. Peragenda Indicit Simulque Nonnulla De Regula Aequalitatis Ex §. I. Art. V. Instr. P. O. Praemittit. Erfurt, 1791 (Digitalisat).
- Program de principibus ecclesiasticis eorumque mc ritis in imperio. Erfurt, 1796.
- Program de fatis concordatorum Germaniæ in eccle siis Protestantium. Erfurt, 1796.
- Program Num jus primis precibus cæsariis quæsitum sit precista ad primum beneficium vacans præ canonicis domicellaribus ordine prioribus in ecclesia, cujus capitulum est clausum? Erfurt, 1796.
- Program de remediis que ratione collectarum tam dominis territorialibus contra subditos, quam subditis contra dominos territoriales competunt. Erfurt, 1800.